# 삼성 메모아
삼성 메모아(Samsung Memoir, Samsung T929)은 삼성전자가 2008년에 출시한 휴대 전화이다.